# Llengües piro
Les llengües arawak del Purús (també anomenades llengües piro o llengües arawak sud-occidentals) són un grup de llengües arawak de l'Amazònia peruana i brasilera.

## Classificació
Kaufman (1994) inclou les següents llengües dins d'aquest grup:
- Piro (Yine, Machinere)
- Iñapari
- Kanamaré (†)
- Apurinã
- Mashco Piro (Cujareño).

Kaufman hauria considerat a l'últim un dialecte del piro-yine; encara que Aikhenvald argumenta que es tractaria més aviat d'un dialecte de l'extint iñapari.

## Fonologia
La fonologia del proto-Purus (Ramirez 2019: 746; 2020: 250):
| p | t  |      | k |   |
|   | ts | (tʃ) |   |   |
|   | ç  |      |   | h |
| m | n  |      |   |   |
|   | r  |      |   |   |
| w |    | j    |   |   |

| i | ɨ |   |
| e |   | ʊ |
|   | a |   |

## Comparació lèxica
Els numerals de l'1 al 10 en diferents llengües piro són:
| GLOSSA | Apurinã        | Iñapari       | Kanamaré  | Yine          | PROTO- PIRO |
| ------ | -------------- | ------------- | --------- | ------------- | ----------- |
| '1'    | hãtɨ           | paːčí         | ekek      | satɨpx̯e       | *pati       |
| '2'    | epi            | jepí          | ubawa     | h̜epi          | *hepi       |
| '3'    | hãtɨ epi paknɨ | mapá          | ekekatehu | mapa          | *mapa       |
| '4'    | epi epi paknɨ  | imonáhaha     |           | h̜epkotʸamkox̯e |             |
| '5'    | epi epi hãtɨ   | penamuyúti    |           | pamyo         |             |
| '6'    |                | ičimápíre     |           | paʦrɨx̯ire     |             |
| '7'    |                | ričimapíre    |           | payokh̜ipre    |             |
| '8'    |                | ipučiápire    |           | yokh̜ipi       |             |
| '9'    |                | rapahačajíre  |           | mtɨrɨx̯i       |             |
| '10'   |                | puhaːnimuyúti |           | pamole        |             |